# パトゥムワン区
パトゥムワン区（パトゥムワンく、タイ語: เขตปทุมวัน）は、タイ王国バンコク都の行政区の一つ。
この行政区は、時計回りに、ラーチャテーウィー区、ワッタナー区、クローントゥーイ区、サートーン区、バーンラック区、ポーンプラープ区、ドゥシット区の7つの行政区に接している。
サイアム・スクエア周辺界隈がバンコク中心繁華街となる。

## 歴史
1914年に設立。仏教寺院のWat Pathum Wanaramにちなんで名づけられた。

## 建物等
- サイアム・センター
- サイアム・パラゴン
- MBKセンター
  - DON DON DONKI MBK Center店（2021年12月21日オープン[1]）
- セントラルワールド
  - 伊勢丹（2020年閉店）
- ジム・トンプソンの家
- エーラーワンの祠
- フワランポーン駅
- スパチャラサイ国立競技場
- バンコク芸術文化センター（バンコク・アート・アンド・カルチャー・センター）
- 100トンソン・ギャラリー

## ギャラリー

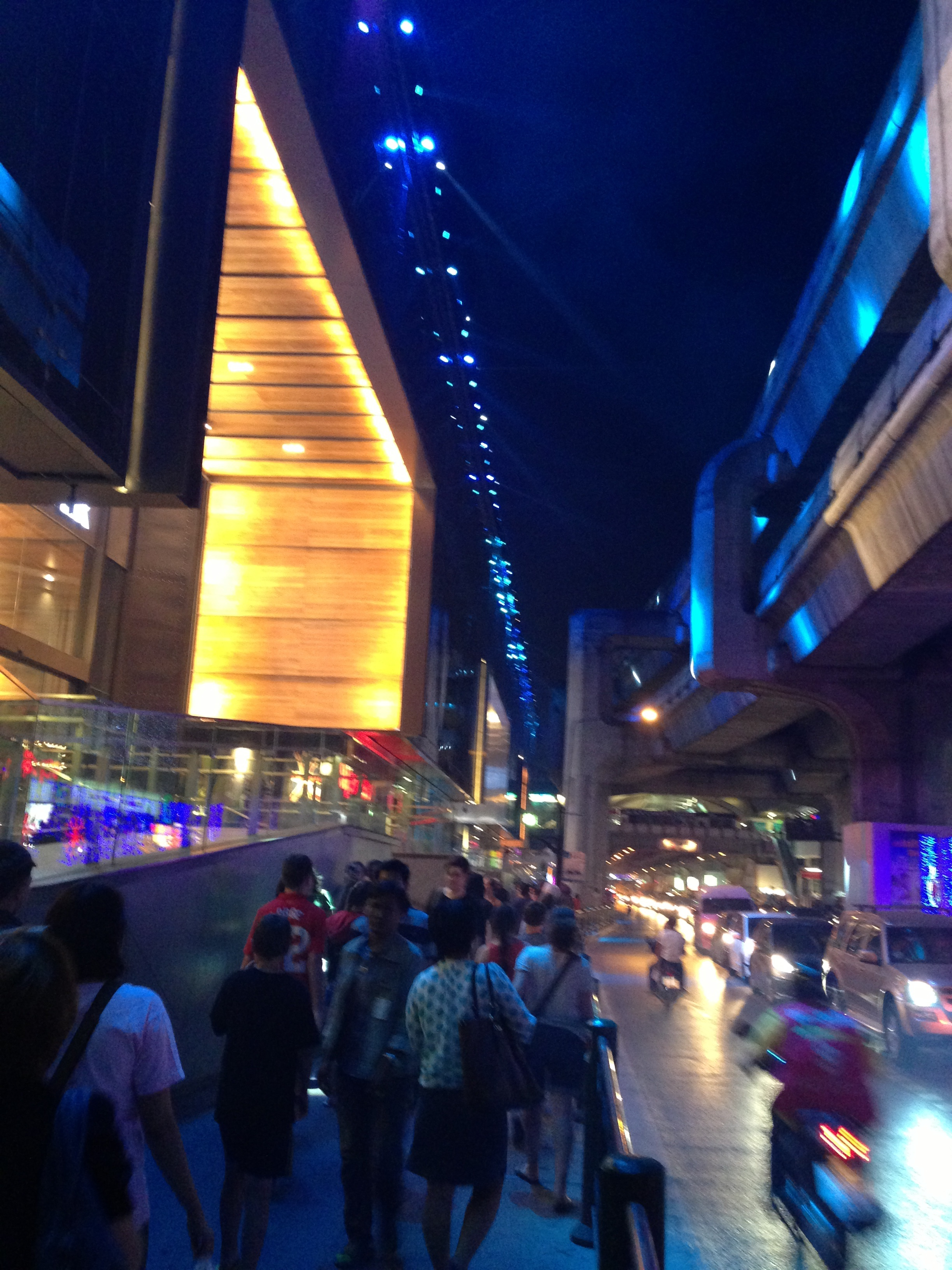
サイアム・センター
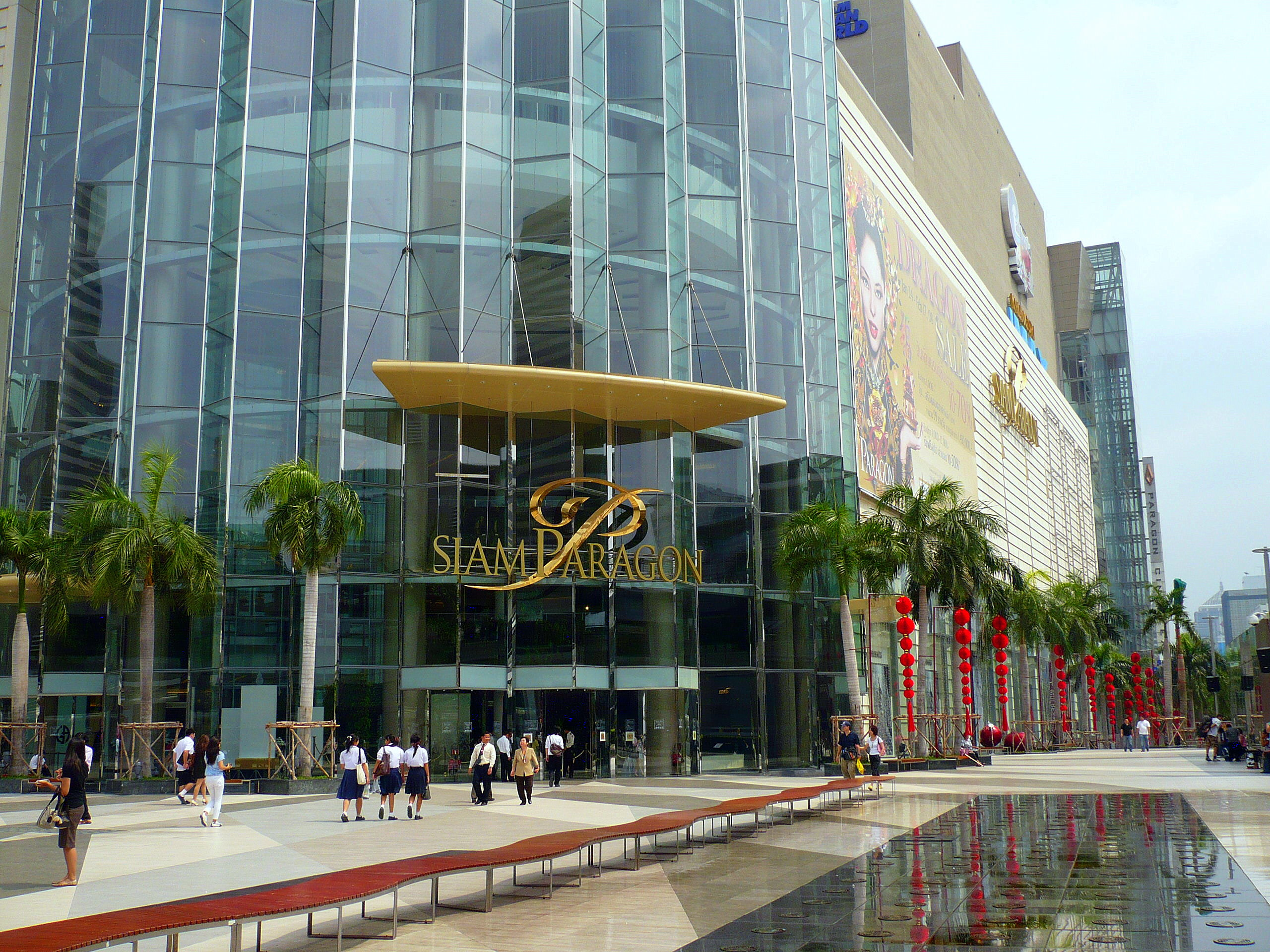
サイアム・パラゴン
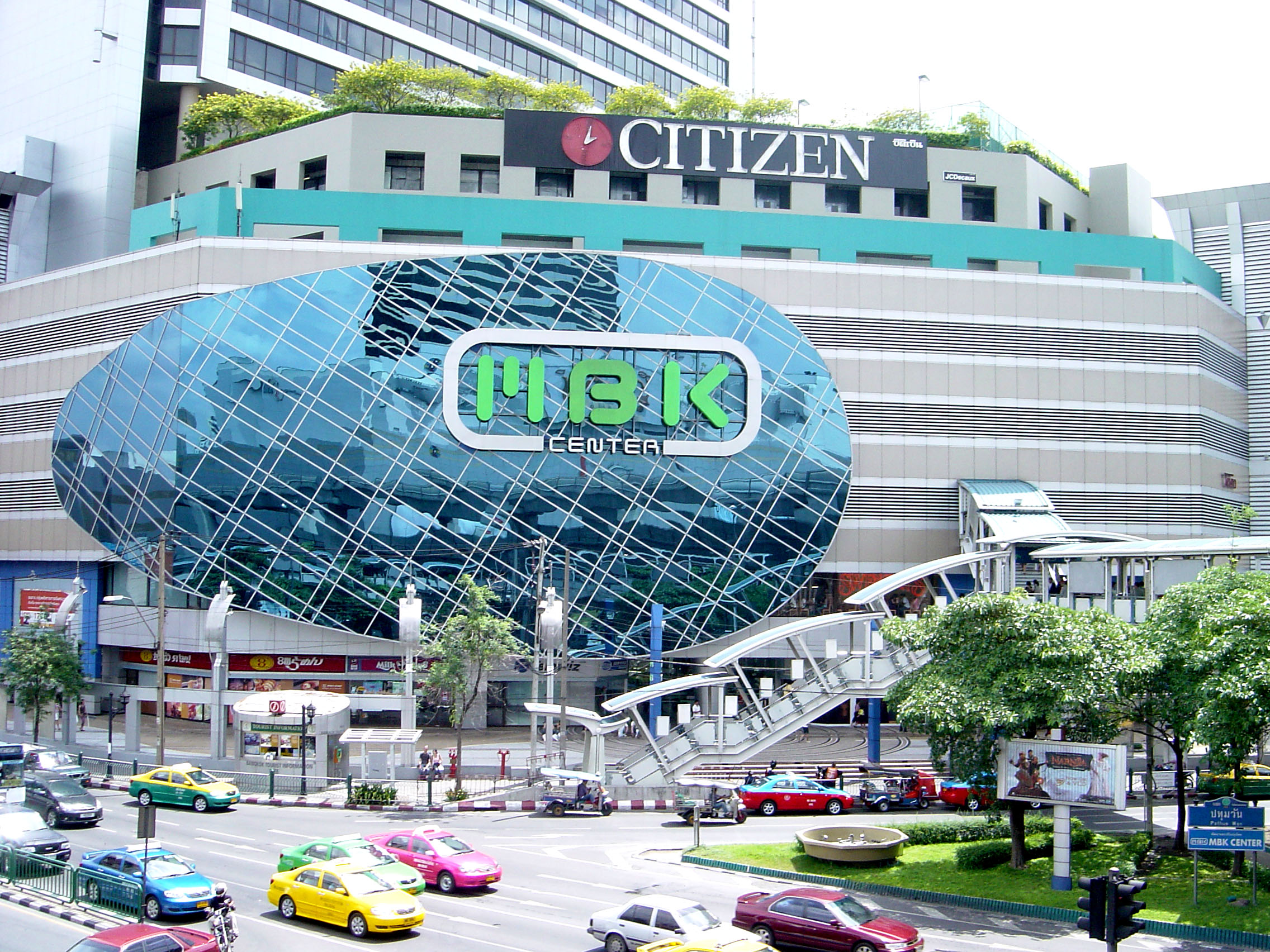
MBKセンター
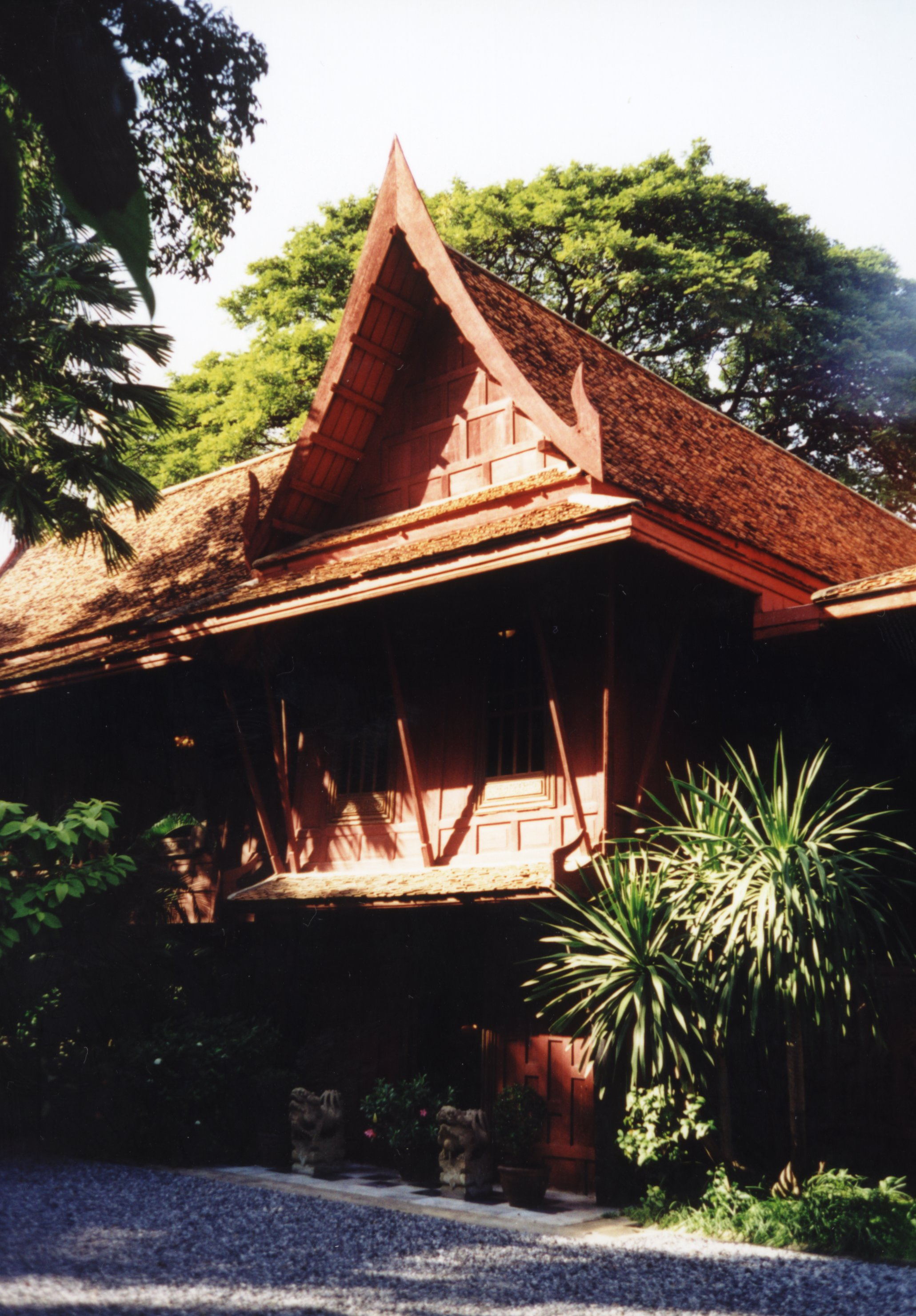
ジム・トンプソンの家
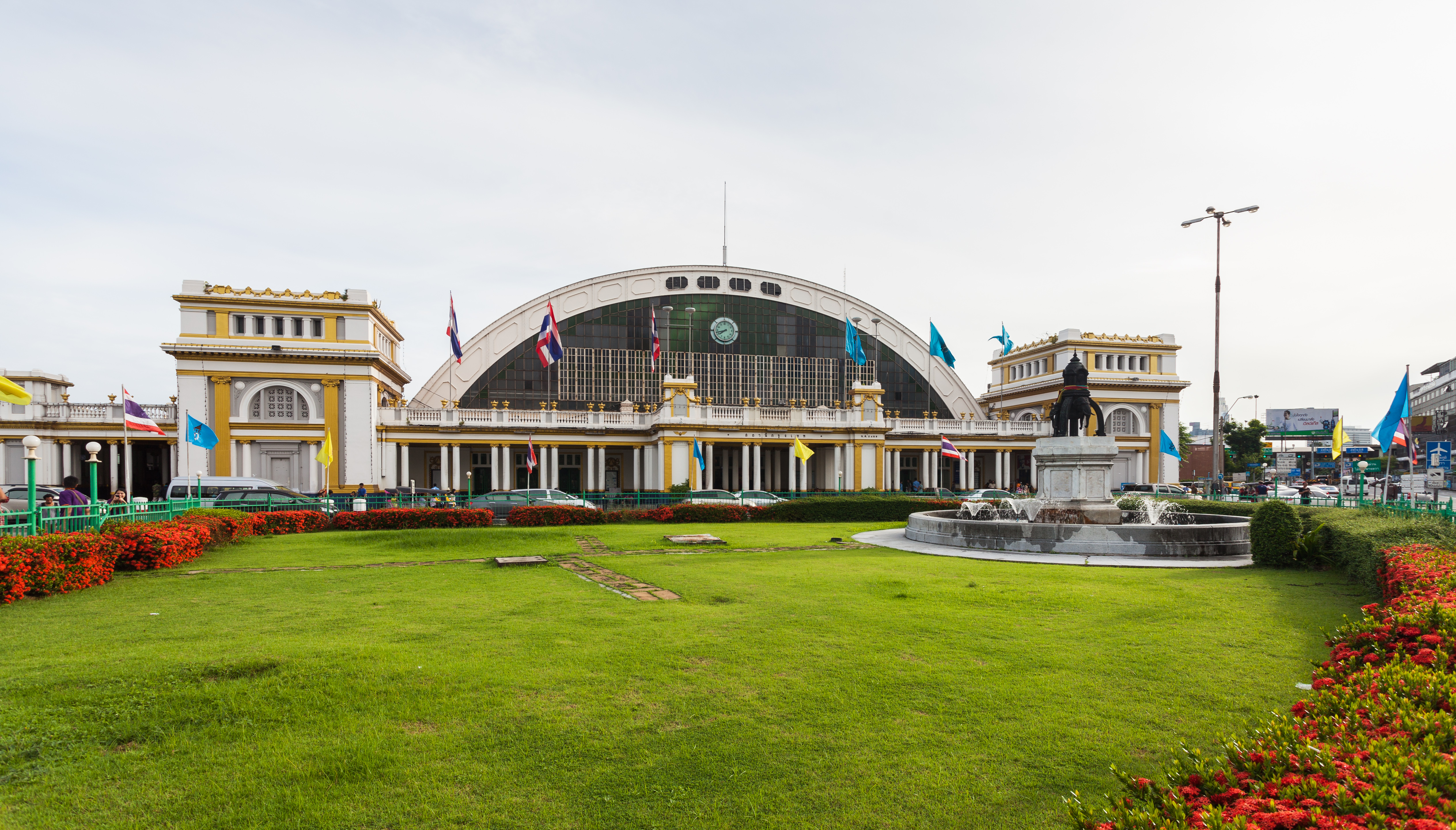
フワランポーン駅
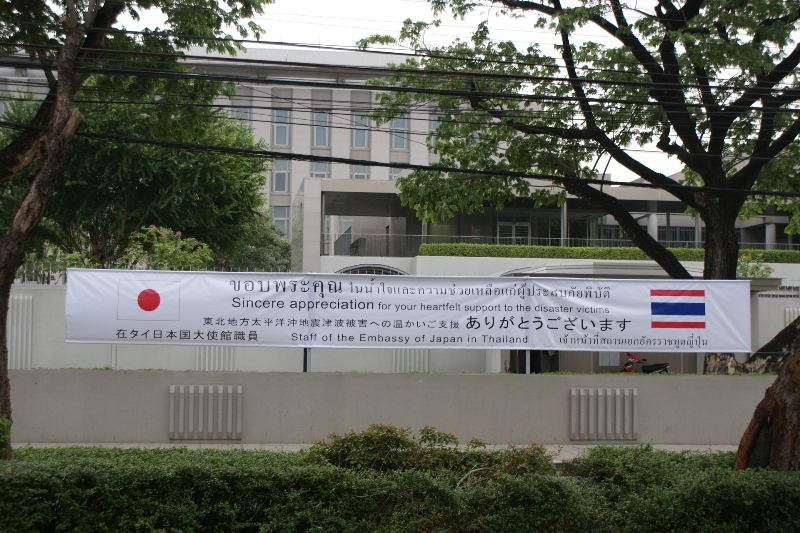
在タイ日本国大使館

## 交通
- タイ国有鉄道 : フワランポーン駅
- バンコク・メトロ : サームヤーン駅、シーロム駅、ルンピニー駅
- バンコク・スカイトレイン
  - スクンビット線　サイアム駅、チットロム駅、プルーンチット駅
  - シーロム線　ラーチャダムリ駅、サナームキラーヘンチャート駅

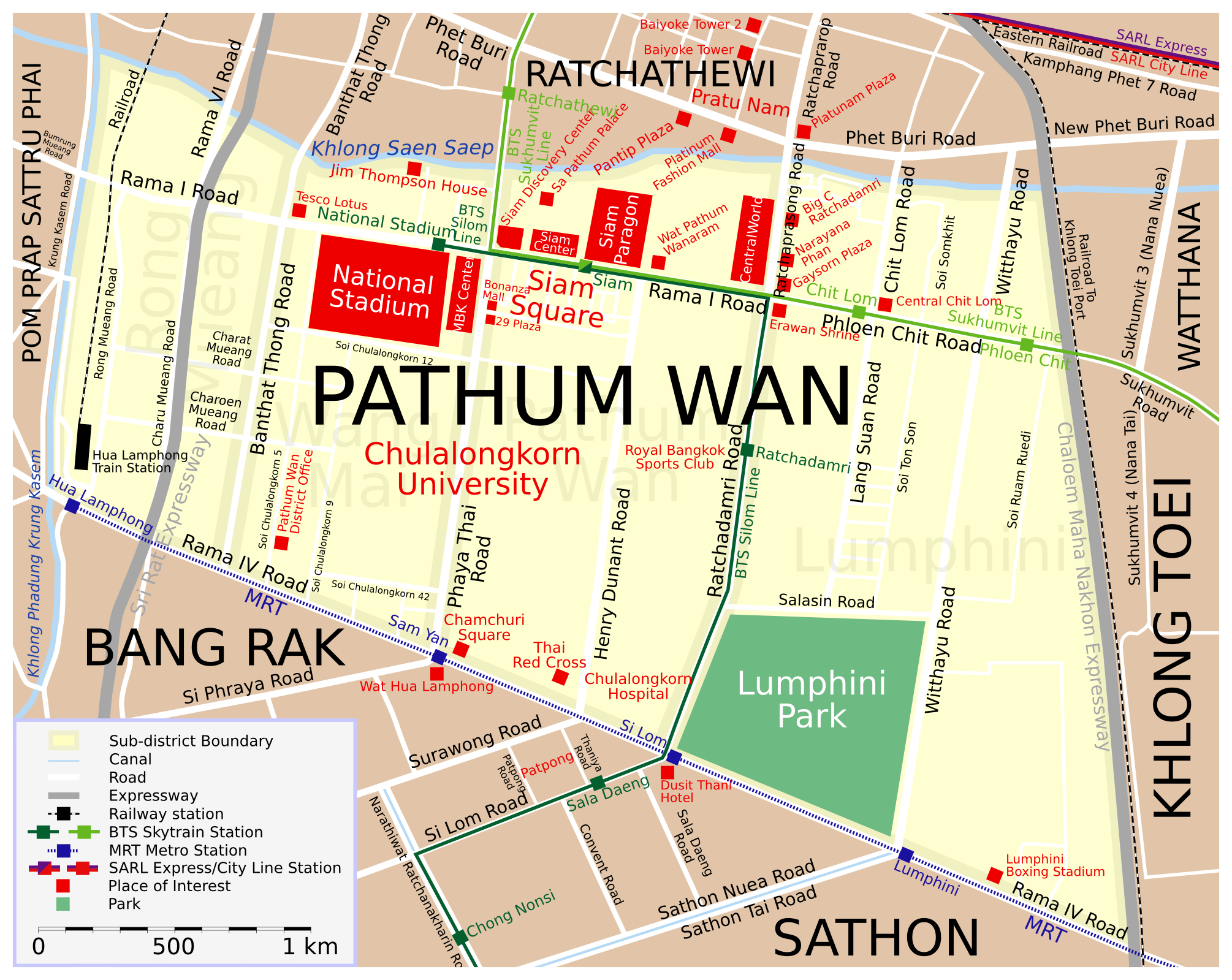
パトゥムワン区の地図